# Always in My Heart
Always in My Heart (bra: Sempre no Meu Coração) é um filme estadunidense de 1942, do gênero drama, dirigido por Jo Graham.  e estrelado por Kay Francis e Walter Huston. A música "Siempre en Mi Corazón" ("Always in My Heart"), conhecida no Brasil como "Sempre no meu Coração" na voz de Anísio Silva.Originalmente de Ernesto Lecuona (música e letra em espanhol) e Kim Gannon (letra em inglês) a canção foi indicada ao Oscar de Melhor Canção Original

## Trama
MacKenzie Scott, um músico brilhante, é falsamente condenado por assassinato e sentenciado à prisão perpétua. Enquanto Scott definha na prisão, sua sofrida ex-esposa Marjorie cria seus dois filhos até a idade adulta. Por respeito a Scott, a quem ela ainda ama, Marjorie nunca revela às crianças que o pai deles está na prisão, insistindo, em vez disso, que Scott já morreu há muito tempo.